# 弗洛里夫卡
49°42′41″N 34°53′15″E / 49.71139°N 34.88750°E
弗洛里夫卡（烏克蘭語：Флорівка），是烏克蘭中部的村莊，隸屬波爾塔瓦州的波爾塔瓦區。該村距離卡爾瑙希1公里，海拔高度114米，2001年該村落人口249。